# Adam Ndlovu
Adam Ndlovu (Rhodesië, 26 juni 1970 - Victoria Falls, 16 december 2012) was een Zimbabwaans voetballer. Hij speelde als aanvaller en kwam uit voor onder meer Highlanders, FC Zürich en SR Delémont. Hij was de oudere broer van voormalig profvoetballer Peter Ndlovu. 
Hij kwam 34 keer uit voor het Zimbabwaans voetbalelftal. Ndlovu maakte net als zijn broer deel uit van de Zimbabwaanse selectie voor het Afrikaans kampioenschap voetbal 2004 in Tunesië. Hij werd met zijn land echter uitgeschakeld in de groepsfase.
Ndlovu stierf op 42-jarige leeftijd na een dodelijk auto-ongeval. Zijn broer Peter zat ook in de auto en lag even in coma, maar overleefde de crash.